# Särskild uppenbarelse
Särskild uppenbarelse är ett begrepp inom kristen teologi. Det avser Guds speciella tilltal och handlande i särskilda situationer. De viktigaste sådana budskapen och händelserna är samlade i Bibeln.